# Нерв (поэтический сборник)
«Нерв» — посмертный сборник стихотворных текстов Владимира Высоцкого, первое официальное издание его произведений в книжном варианте. Впервые выпущен в Москве издательством «Современник» в 1981 году тиражом 55 тысяч экземпляров. Составителем сборника стал Роберт Рождественский, внёсший во многие тексты смысловые изменения. Впоследствии книга неоднократно переиздавалась различными издательствами. Начиная со 2-го издания (1982) сборник содержал примечания к текстам за авторством А. Е. Крылова (начиная с 5-го издания им же проделаны текстологические исправления).

## Обстоятельства появления
Владимир Высоцкий скончался 25 июля 1980 года. В центральной советской прессе его смерть была освещена крайне скупо: краткие сообщения появились лишь в одной центральной («Советская культура») и одной московской («Вечерняя Москва») газете. Однако после появления в газете «Советская Россия» 31 августа статьи Аллы Демидовой «Таким запомнился» (о Высоцком как театральном актёре) негласный запрет на упоминание его творчества как поэта и певца тоже был постепенно отменён. В «Литературной газете», а затем в той же «Советской России» появились подборки стихотворных текстов Высоцкого, легче всего прошедших цензуру. В декабре 1980 года впервые в СССР вышел диск-гигант с его песнями.
В 1981 году в Нью-Йорке (США) издательством «Литературное Зарубежье» был выпущен сборник «Владимир Высоцкий. Песни и стихи» (составитель Аркадий Львов). Возможно, это обстоятельство ускорило появление первого в СССР официального сборника поэзии Высоцкого: книга, получившая название «Нерв», была подписана к печати 10 сентября 1981 года и сдана в набор в издательстве «Современник» шесть дней спустя (сам по себе случай, когда издание подписывалось в печати ещё до сдачи в набор, отмечается как большая редкость — обычно происходило наоборот, а порой даже уже готовый набор уничтожался, так и не дойдя до печати). Издание вышло в серии «Новинки „Современника“». Составителем сборника выступил поэт Роберт Рождественский, в то время секретарь Союза писателей СССР; возможно, его официальный статус также способствовал скорейшему изданию этой книги.

## Первое издание
Первое издание «Нерва» официально выпустили тиражом 55 тысяч экземпляров. Нет единого мнения о том, соответствовала ли эта цифра реальности. А. и М. Ляховы пишут, что весь тираж был напечатан, при этом выпуск осуществлялся двумя разными заводами (соответственно 25 и 30 тысяч экземпляров). По данным Виктора Бакина, были выпущены только 25 тысяч экземпляров; при этом есть и информация противоположного характера — что в волгоградской типографии, бывшей одним из двух предприятий, печатавших тираж, были при негласной поддержке городского руководства отпечатаны неучтённые экземпляры, ушедшие местному партийному активу и коллекционерам.
Первый «Нерв» предварялся вступительной статьёй составителя — Роберта Рождественского — и включал в себя 129 произведений Высоцкого. Согласно аннотации, в книгу «вошли произведения широко известные, а также публикующиеся впервые», однако в действительности в СССР впервые публиковалось более сотни из включённых в неё текстов. Все произведения распределены составителем по десяти разделам, за исключением одного — «Песня певца у микрофона», вынесенного отдельно, как программное. В книге имелся также раздел кратких примечаний — главным образом о том, для какого спектакля или фильма написана та или иная песня — и раздел «Кратко об авторе» объёмом 13 строк. На четвёртой странице обложки разместили фотографию Высоцкого работы В. М. Мурашко, но автора не указали. Книга имела небольшой формат (107 × 165 мм) и печаталась в мягкой обложке.
При подготовке издания во многие тексты Высоцкого были внесены изменения. В некоторых случаях текст меняли по чисто цензурным соображениям, в других же составитель — а по мнению А. Е. Крылова, и редактор издательства «Современник» Виталий Мухин — исправляли или даже отвергали тексты, исходя из собственной эстетической оценки. Так, песня «Слухи» («Сколько слухов наши уши поражает…») не вошла в сборник с пометкой «схематично», «Марафон» — с пометкой «поверхностно», «Мы взлетали, как утки…» («Лётчик-испытатель») — «очень рыхло». С пометкой «низкий художественный уровень» отвергли «Давно смолкли залпы орудий…» и «Вот в набат забили…», комментарий «нет — по идейным причинам» стоит в рабочих материалах издания рядом с текстами песен «Наши помехи эпохе под стать…» и «Утренняя гимнастика». Стихотворение «Солнечные пятна» («Шар огненный всё просквозил…»), прошедшее первоначальный отбор, затем было отвергнуто из-за просматривающегося смыслового ряда, в который входят Сталин с одной стороны и Гитлер и Мао с другой.
Неприятие редакторов вызвали также строки «Нам давая видимость свободы» в стихотворении «Енгибарову — от зрителей» и «Ушли года, как люди в чёрном списке» в «Песенке плагиатора». «Низкая» лексика была вымарана из патриотического в других отношениях текста «Высота» («Вцепились они в высоту как в своё…») — вместо строк «А мы все лезли толпой на неё, || Как на буфет вокзальный» в сборник вошло «Но снова мы лезли, хрипя, на неё — || За вспышкой ракеты сигнальной». Среди других существенных изменений (видимо, по мнению редакторов, улучшавших тексты):
- в «Песне певца у микрофона» не повторяется рефрен «Бьют лучи от рампы…»; кроме того, в его второй строке слово «лупят» заменено на «светят»[3];
- стихотворение «Две просьбы» укорочено — выброшена первая часть, начинающаяся со слов «Мне снятся крысы, хоботы и черти» и легко увязываемая с адресатом стихотворения — художником-диссидентом Михаилом Шемякиным; в сборнике стихотворение начинается со слов «Чту Фауста ли, Дориана Грея ли…»[3];
- слова «вперёд и вниз» в песне «Чёрное золото» заменены на «вперёд и вглубь»[4];
- в стихотворении «Я не люблю» вместо «Я также против выстрелов в упор» стоит «Но если надо, выстрелю в упор» (Виктор Бакин цитирует мнение, что это «вставка» от Рождественского[4]; в то же время А. и М. Ляховы отмечают, что последний вариант взят из ранней версии самого Высоцкого, написанной для спектакля «Свой остров», но позже переосмысленной и переделанной уже под себя[3]);
- в тексте, впоследствии известном как «Разведка боем», первая строка «Я стою́, стою спиною к стро́ю» изменена на «Я стою, и все стоят, построясь». Это в свою очередь вызвало необходимость в изменении рифмы, и «разведку боем» сменил «глубокий поиск» — принципиально другой вид разведывательных мероприятий. Кроме того, оказалась утеряна логика слов «стою к нему лицом» в концовке песни[3];
- в «Балладе о борьбе» сделана обессмысливающая текст замена «Краткий век у забав — столько боли вокруг…» на «Краткий век у забав — столько воли вокруг…», переставлены местами две последних строфы[4];
- в тексте песни «Он не вернулся из боя» также сделана обессмысливающая замена «Нынче вырвалась, будто из плена, весна» на «Нынче вырвалось — будто из плена весна»[4].

В общей сложности текстологи впоследствии насчитали в первом издании «Нерва» на 129 текстов более 400 ошибок и искажений.

### Реакция
В открытой продаже первое издание «Нерва» не появлялось, и даже на чёрном рынке достать его было невозможно. Ходили разговоры, что оно «ушло по обкомам КПСС» или что на вагон или грузовик с тиражом был совершён налёт. Последний слух обыграл Булат Окуджава в песне «Как наш двор ни обижали»: 
А кто сначала вышел вон,
А кто потом украл вагон —
А всё теперь перемешалось, всё объединилось.
Тем не менее каким-то образом издание попадало в руки критиков и отдельных поклонников творчества. Выход первого издания «Нерва» был встречен рецензиями в центральной прессе, которых оказалось немного; некоторые из них представляли собой по сути не отзывы на книгу, а биографии Высоцкого и некрологи. Среди авторов опубликованных статей были Марина Влади, Андрей Вознесенский, Леонид Жуховицкий, Юрий Карякин, Алла Киреева, Наталья Крымова, Владимир Надеин и Леонард Лавлинский. С резко отрицательной оценкой творчества Высоцкого в целом выступил в «Литературной газете» в июне 1982 года Станислав Куняев, чья публикация выражала взгляды консервативной части творческой интеллигенции. 9 декабря 1981 года в Центральном доме архитектора клуб библиофилов Москвы провёл вечер «Он был поэтом по природе», приуроченный к выходу «Нерва». Власти очень пристально следили за его проведением, вход был жёстко ограничен вплоть до того, что не пускали никого с гитарами, а ближе к началу перестали пускать даже обладателей билетов, но скандала не получилось — вечер прошёл спокойно. Тем не менее директору ЦДА был объявлен выговор, и в конечном итоге он был вынужден оставить пост.

Неоднозначно восприняли критики и писатели сам факт издания в печатном виде произведений Высоцкого, ранее известных только как песни. Юрий Карякин писал: 
Впервые вижу я сейчас его строки напечатанными, впервые слежу их глазами, а на самом деле ведь только слышу их. Все равно они для меня только звучат, звучат только его голосом, и никак иначе.
Крайне отрицательно отнёсся к факту выхода печатного издания литературовед Вадим Кожинов, который писал: «Когда Высоцкий пел, причем не столько пел, сколько совершал определённое действо, все было прекрасно», однако немедленно после этого добавлял: «Говорить же о поэзии как таковой здесь неправомочно, это просто разные виды искусства. Стихи Высоцкого не только до поэзии, просто до стихов не дотягивают». С другой стороны, Пётр Вайль и Пётр Тодоровский приветствовали выход «Нерва», высоко оценивая Высоцкого именно как поэта, автора литературных текстов.
Отдельную критику вызвал факт переписывания составителем и издателем авторских текстов Высоцкого. В письмах читатели требовали «не прикасаться к тексту». Однако при этом в издательство приходило огромное количество писем с требованиями выпустить дополнительный тираж книги.

## Переиздания
Второе издание «Нерва» вышло в «Современнике» всего через год — подписано к печати 20 июля и сдано в набор 21 июля 1982 года. На этот раз тираж официально составлял 50 тысяч экземпляров. Объём примечаний к новому изданию вырос на треть, их автором был указан А. Е. Крылов. В несколько текстов внесли исправления — в частности уточнили «Разведку боем» и «Высоту». Сохранились, однако, изменения в текстах таких песен, как «Он не вернулся из боя» и «Баллада о борьбе», а «Чту Фауста ли, Дориана Грея ли…» исчезло из издания совсем. Были изменены некоторые названия — часть песен, в первом издании именовавшихся по первому стиху, обрели имя, а другие, наоборот, потеряли. Появилось имя автора фотографии на обложке, зато полностью исчезли указания на то, кто был составителем.
Второе издание в открытую продажу в СССР снова не попало. На территории Советского Союза оно распространялось через инвалютную сеть «Берёзка», но в основном, по словам Юрия Тырина, «тираж 1982 года… ушел на Запад в доказательство свободы печати в СССР». Когда основной тираж уже распродали, сверху неожиданно поступил заказ ещё на несколько десятков экземпляров, и издательство, где ещё не успели рассыпать набор, допечатало несколько сотен книг — в отличие от основного тиража, в твёрдой обложке. Из этого дополнительного количества несколько экземпляров попало к отцу Высоцкого — Семёну Владимировичу — и не менее одного экземпляра поступило в фонды; один такой экземпляр сейчас выставлен в библиотеке музея Высоцкого. На чёрном рынке при номинальной стоимости в 1 рубль 40 копеек за экземпляр «Нерва» могли просить до 200 рублей. В условиях дефицита по стране во множестве ходили как перепечатки (ксерокопии, типографские копии без выходных данных, распечатки на ЭВМ), так и подделки, отличающиеся от оригинала мелкими деталями, которые мог заметить только человек, с оригиналом знакомый, — цветом шрифта, несколькими миллиметрами ширины листа, ксерокопированной (а не полиграфически исполненной) фотографией.
Из докладной записки ВААП, представленной в 1983 году в ЦК КПСС, следует, что в 1981—1982 годах «Нерв» также был издан в ряде социалистических стран — Польше, Югославии, Чехословакии (с заглавием «Избранное»), Болгарии (с заглавием «Стихи»), а также в Дании.
В 1987 году Владимиру Высоцкому посмертно была присуждена Государственная премия СССР «за создание образа Жеглова… и авторское исполнение песен» . После этого, уже в декабре 1987 года, снова в издательстве «Современник», к печати было подписано третье издание «Нерва». На этот раз тираж составлял 200 тысяч экземпляров, книги были в твёрдой обложке и печатались восемью разными типографиями. Результатом стал разнобой в оформлении между экземплярами, выпущенными на разных заводах. Так, в экземплярах 25 001—50 000 отсутствовал портрет Высоцкого; в экземплярах 75 001—100 000 и 125 001—150 000 портрет (без указания авторства) оказался на первой странице обложки вместо четвёртой (в последнем случае в выходных данных ошибочно указан 1982 год). В третьем издании не указаны имена ни составителя, ни текстолога, но в качестве автора комментариев снова назван Крылов.
В 1988 году «Нерв» 100-тысячным тиражом выпустило в Алма-Ате издательство «Онер». Содержание, со всеми ошибками, было взято из первого издания «Современника» (1981 года), но оформление было новым. Книга вышла в твёрдом переплёте и с иллюстрациями — фотографиями Высоцкого в театральных и киноролях. На следующий год эту же версию ещё раз выпустило то же издательство аналогичным тиражом. В 1989 году «Нерв» вышел также в Чувашии; издание «Чувашкнигиздата» (тираж 50 тысяч экземпляров) повторяло по содержанию второе издание «Современника», но оформление снова отличалось от оригинального. Сам «Современник» выпустил уже четвёртое издание «Нерва», на этот раз тиражом 50 тысяч экземпляров на двух заводах. Портрет Высоцкого расположился в этом издании (в выходных данных названном третьим, а по копирайту и вовсе восходящем к 1981 году) на первой странице обложки без указания авторства.
В 1990 году «Нерв» снова вышел в Чувашии тиражом 80 тысяч экземпляров, в том же оформлении, что и за год до этого. В Йошкар-Оле Марийское книжное издательство напечатало книгу тиражом 30 тысяч экземпляров. Это издание ссылалось уже не на «Современник», а на «Чувашкнигиздат» и использовало тот же набор, что и в Чебоксарах. В том же году Общество друзей книги ССР Молдова им. Василе Александри выпустило свою версию «Нерва» — с переставленными местами разделами, без «Песни певца у микрофона» и без вступительного слова Рождественского. Вместо этого молдавское издание открывало «Духовное поле Высоцкого», написанное Алексеем Рэу.
Очередное, пятое, издание «Современника» (теперь издательство называлось «Лотос») увидело свет уже в суверенной России в 1992 году. Размеры книги немного увеличились, портрет Высоцкого вернулся на последнюю страницу обложки (автор фотографии снова указан не был). Над текстами вёл работу Андрей Крылов; в результате было возвращено стихотворение «Две просьбы» (в полной версии), восстановлен полный текст «Из дорожного дневника», в «Песне певца у микрофона» был оформлен рефрен, но укорочена последняя строфа. Наконец, в 1998 году, к 60-летию Высоцкого, вышло последнее, шестое издание. Тираж его составил только 11 тысяч экземпляров, но содержание окончательно приобрело академический вид. В нём фигурируют имена составителя и автора вступительного слова, авторов фотографии, послесловия (Ю. Л. Тырин) и примечаний. В эту книгу вошла также краткая история изданий «Нерва».

## Наследие
Виктор Бакин пишет, что тенденциозность отбора текстов, а также качество редактуры превратили «Нерв» уже в момент его выхода в явление «скорее общественной, чем литературной жизни». Высоцковед Марк Цыбульский тоже отмечает, что по прошествии времени «Нерв» «представляет лишь исторический интерес — уж больно много там всякого рода неточностей». Тем не менее первый советский сборник Высоцкого и его переиздания и десятилетия спустя пользуются большой популярностью у коллекционеров — так, самому Цыбульскому второе издание удалось достать только в Париже. А. и М. Ляховы насчитали в своей коллекции 15 разных изданий «Нерва» (одно из них — под названием «Чёрное золото»).
От названия сборника отталкивался Евгений Евтушенко, назвавший в конце 1980-х годов Высоцкого «поющим нервом нашей эпохи». Этот эпитет прижился и впоследствии неоднократно использовался для характеристики Высоцкого.